# Шведски ред
Шведски ред је облик слободног зидарства које постоји у Шведској, Норвешкој, Данској, Финској и Исланду. Ред чине три главна ритуала. У ритуалима Светог Јована и Андреја може се напредовати по три степена док се главни ритуал састоји од четири степена. Поред ових, главних ритуала, могуће је напредовати за још један степен у ритуалу врховног савета.

## Ритуал Светог Јована и његови степени
1° Шегрт
2° Обредни сарадник
3° Мајстор Масон

## Ритуал Светог Андреја и његови степени
4° Шегрт Светог Андреја
5° Пратилац Светог Андреја
6° Мајстор Светог Андреја

## Главни ритуал и његови степени
7° Витез истока
8° Витез запада
9° Просветљени брат ложе Светог Јована
10° Веома просветљен брат ложе Светог Андреја

## Ритуал врховног савета
11° Велики командант, витез црвеног крста

## Напредовање и закони
Напредовање из једног степена у други није аутоматски што значи да кандидати морају показати одређено знање и стручност. Правила за пријем у овај ред налажу да кандидат мора бити хришћанин и мушкарац. Сви закони шведског реда слободних зидара су доступни на интернету. Ови закони између осталог забрањују коришћење ложа и степена за добијање личне користи као и поштовање Златног правила.